# دهليز فرجي
الدهليز الفرجي ويُعرف أيضا باسم دهليز الفرج أو دهليز المهبل هو جزء من الفرج يقع بين الشفرين الصغيرين وبالتحديد قُرب الصماخ البولي (فتحة مجرى البول) وبين فتحة المهبل.

## الهيكل
يقع الدهليز الفرجي خلف فتحة مجرى البول بحوالي 25-30 مم حيث يتمركز بالأساس خلف البظر ويتموضع أمام المهبل. عادة ما يكون حجم الدهليز الفرجي صغيرا وقصيرا أيضا لكن حجمه في حقيقة الأمر يختلف عكسيا مقارنة مع غشاء البكارة. على يسار ويمين الدهليز الفرجي هناك الشفرين الصغيرين ثم تتموضع حشفة البظر أمامه في حين يقع لجام الشفرين الصغيرين خلفه. جذير بالذكر هنا أن جانبي الدهليز الفرجي مرئيان بالرغم من صِغر حجمه.

## الأهمية السريرية
الشعور بألم على مستوى الدهليز الفرجي شائع نسبيا، ففي دراسة أجرتها جامعة ميشيغان وجدت أن حوالي 28% من النساء عانين من ألم في الدهليز الفرجي خلال فترة من حياتهن بينما 8% منهن شعرن بتلك الآلام في الشهور الستة الأخيرة قبل تاريخ الدراسة.